# Vorsø
Vorsø is een klein Deens eiland met een oppervlakte van 0,62 km² en slechts één bewoner. Het is gelegen aan de noordelijke oever van de Horsens Fjord.

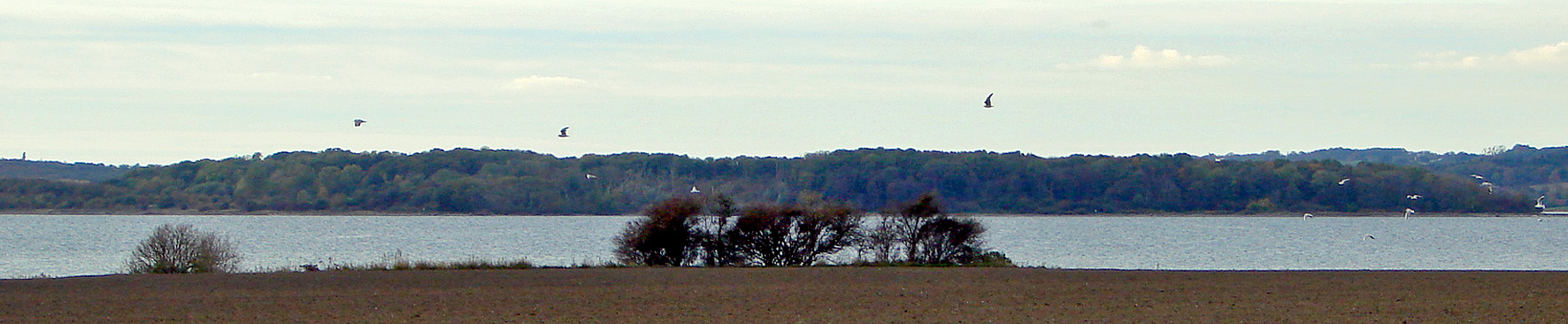
Vorsø in Horsens Fjord gezien vanaf Alrø.

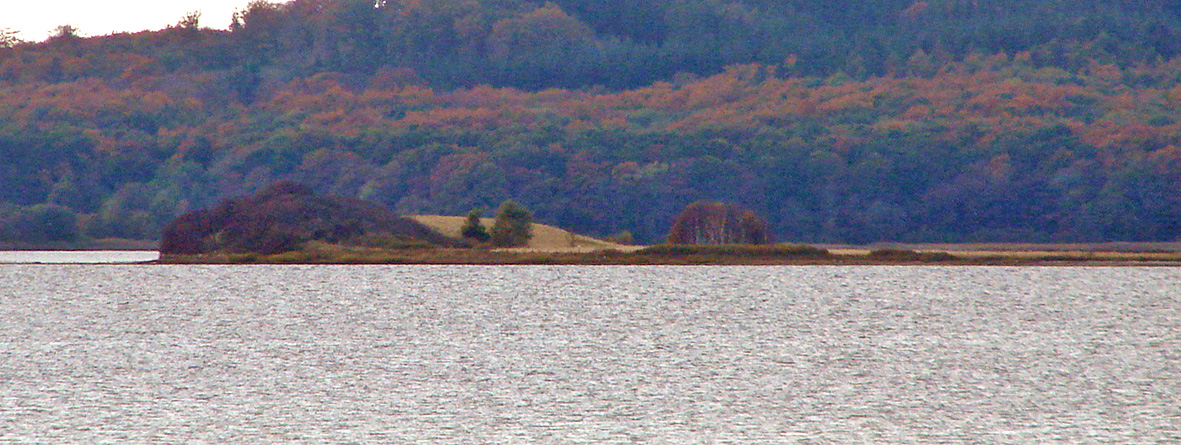
Vorsø in Horsens Fjord gezien vanaf Alrø.

Het eiland werd aangekocht door de Deense zoöloog Herluf Winge (1857-1923), die een toevluchtsoord voor flora en fauna wilde creëren. Hij was een van de meest invloedrijke natuurwetenschappers van zijn tijd en een actief maatschappelijk debater. Net als zijn broer, de ornitholoog Oluf Winge, wilde hij zorgen voor speciale beschermde gebieden waar dieren en planten volledig aan zichzelf konden worden overgelaten. Vorsø werd beschermd gebied toen de Universiteit van Kopenhagen het eiland in 1928 overnam. Toen de ooit beschikbaar gestelde subsidie niet langer toereikend was, werd het eiland eigendom van het ministerie van Milieu. De enige bewoner is de natuurgids Jens Gregersen.
Om de flora en fauna te beschermen, is het eiland gesloten voor publiek. Op enkele dagen per jaar na geldt er een toegangsverbod. Op het in 1928 verlaten eiland is een bos ontstaan, gedomineerd door de gewone esdoorn. Andere soorten bomen zijn de es, beuk, ruwe iep en zomereik. Er broeden circa 50 vogelsoorten, waaronder de aalscholver, noordse nachtegaal, roek, spreeuw en bosrietzanger. De zeldzame holenduif is een broedvogel geworden in de vele uitgestorven bomen. Wat betreft amfibieën en reptielen komen er alleen padden voor.